# Strandbahn Warnemünde–Markgrafenheide
| Warnemünde–Markgrafenheide                                          | Warnemünde–Markgrafenheide |
| ------------------------------------------------------------------- | -------------------------- |
| Verlauf der Strandbahn 1910–1945 mit heutigen Stadtgrenzen Rostocks |                            |
| Streckenlänge:                                                      | 4,7 km                     |
| Spurweite:                                                          | 1000 mm (Meterspur)        |
|                                                                     |                            |

Die Strandbahn Warnemünde–Markgrafenheide war eine elektrische Kleinbahn in Rostock, die Warnemünde, genauer Hohe Düne, mit Markgrafenheide verband. Ihren Namen verdankte die Bahn der Tatsache, dass sie den größten Teil der Strecke unmittelbar hinter den Dünen an der Ostsee entlang verlief. Die Endstation mit der Wagenhalle lag im Ortsteil Hohe Düne am Ostufer der Warnow (Neuer Strom) und war vom Bahnhof Warnemünde mittels einer Fähre erreichbar. Die Strecke führte von der Hohen Düne, wo sich die einzige Ausweiche befand, parallel der Küste und bog dann zum Endpunkt am Forsthaus Markgrafenheide nach Südosten ab. Dort endete die Strecke unmittelbar vor der Brücke über den Moorgraben. Die Endstation war Ausgangspunkt von Wanderwegen in die Rostocker Heide, so nach Hinrichshagen und zum Forsthaus Schnatermann.
Die 4,7 Kilometer lange meterspurige Bahn war Eigentum der Stadt Rostock und  wurde am 1. Juli 1910 als Kleinbahn eröffnet. Sie wurde von den Städtischen Gas- und Wasserwerken Rostock verwaltet und war nicht Teil der Rostocker Straßenbahn AG. Das Handbuch der öffentlichen Verkehrsbetriebe 1940 verzeichnet drei Triebwagen und fünf Beiwagen; vor 1925 waren es zwei Triebwagen und vier Beiwagen, die typische Straßenbahnfahrzeuge waren.
Der Fahrplan sah 1914 nur im Sommer stündliche Fahrten vor, die bei Bedarf nachmittags auf  halbstündliche Abstände verdichtet werden konnten; 1928 soll ein 20-Minuten-Takt angeboten und einige Jahre später der ganzjährige Betrieb eingeführt worden sein. Die Reisezeit wurde 1914 mit 12 Minuten, 1927 mit 18 Minuten angegeben.
Unmittelbar vor dem Einmarsch der Roten Armee in Rostock endete der Betrieb am Morgen des 1. Mai 1945. Er wurde später nicht mehr aufgenommen. Die Gleise wurden zum Aufbau der Straßenbahnstrecke vom Rostocker Stadtzentrum nach Dierkow und Gehlsdorf verwendet. Auch das rollende Material kam zur Rostocker Straßenbahn.
Ein Modell der Warnemünder Strandbahn ist im depot12 zu sehen.